# Starý most (nakladatelství)
Starý most s.r.o. je české regionální nakladatelství, které v roce 1999 v Plzni založili Petr Flachs, Petr Mazný a Zdeněk Hůrka.
Nakladatelství vydává publikace zaměřené převážně na historii Plzně, Šumavy, Českého lesa a Brd. Kromě toho připravuje i knihy se sportovní tematikou, knihy pro děti a turistické průvodce. V roce 2016 nakladatelství vydalo svou 100. knihu a v roce 2019 slavilo 20 let od vydání první knihy. Mezi nejúspěšnější tituly se zařadily tyto knihy: Plzeň 1880-1935, Brdy opět otevřené, Škodovka v historických fotografiích, Tajemství šumavských vrcholů a Plzeňsko-český slovník.

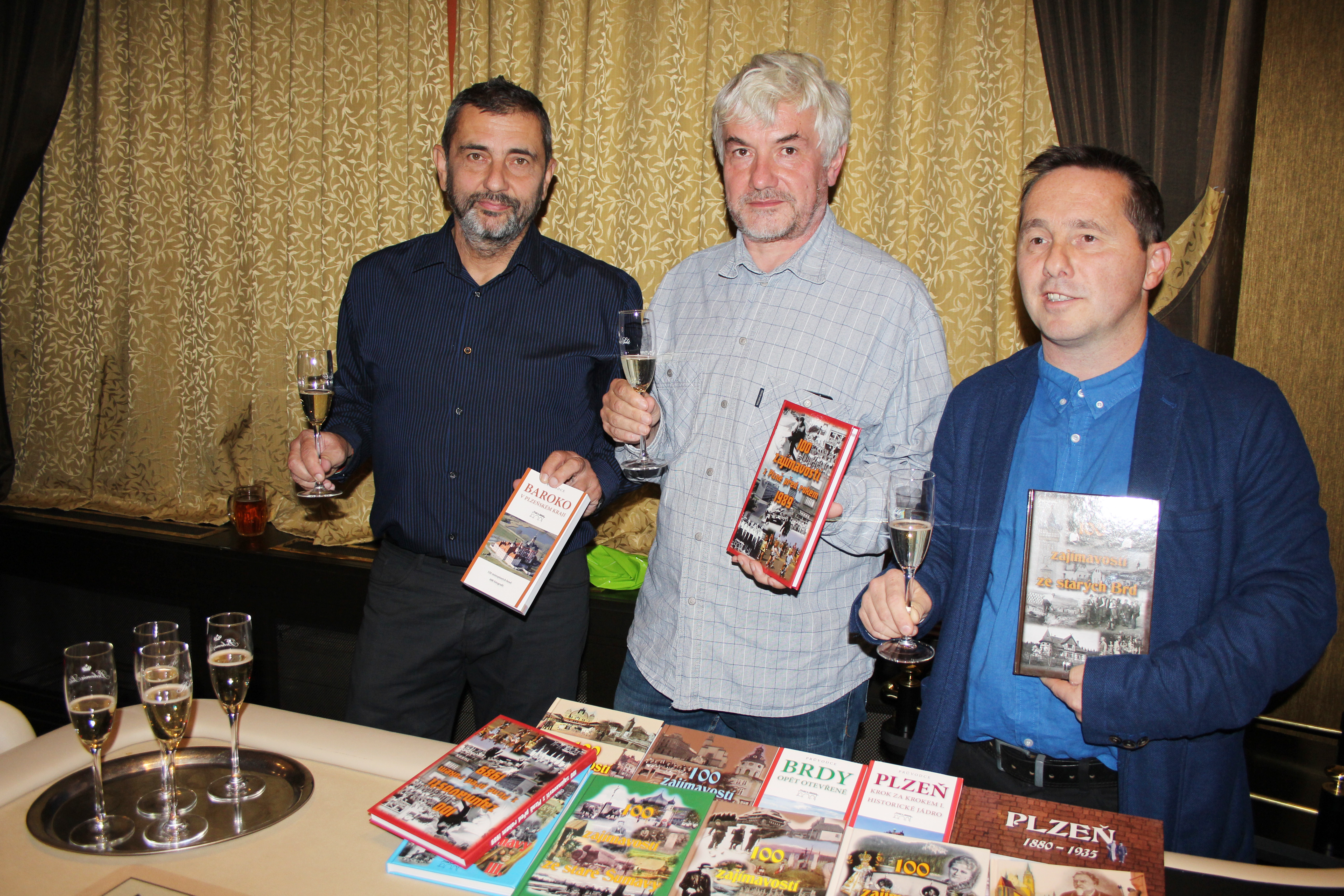
Zakladatelé nakladatelství při oslavě vydání 100. knihy - 100 zajímavostí ze starých Brd - v Plzni 2. 11. 2016

## Ocenění
V roce 2002 získala firma Starý most titul Úspěšný projekt roku 2001 za soubor fotografických publikací o Plzni od Nadace 700 let města Plzně.